# Hypsiboas tepuianus
Espèce
Statut de conservation UICN

 LC  : Préoccupation mineure
Hypsiboas tepuianus est une espèce d'amphibiens de la famille des Hylidae.

## Répartition
Cette espèce se rencontre  entre 400 et 1 800 m d'altitude sur des tepuis de l'État de Bolívar au Venezuela et du Roraima au Brésil.

## Publication originale
- Barrio-Amorós & Brewer-Carias, 2008 : Herpetological results of the 2002 expedition to Sarisariñama, a tepui in Venezuelan Guayana, with the description of five new species. Zootaxa, no 1942, p. 1-68.